# Новомаріїнка
Новомарії́нка (рос. Новомариинка) — село у складі Первомайського району Томської області, Росія. Адміністративний центр Новомаріїнського сільського поселення.

## Населення
Населення — 235 осіб (2010; 308 у 2002).
Національний склад (станом на 2002 рік):
- росіяни — 97 %